# Prinzessinnen-Bibliothek
Als Prinzessinnen-Bibliothek wird die Bibliothek Sophie Albertines von Schweden bezeichnet, eine Sammlung von Büchern, die die einstigen Privatbibliotheken dreier hochadliger Frauen beinhaltet, die in enger verwandtschaftlicher Verbindung zu Friedrich II. von Preußen (1712–1786) standen:
1. seiner Mutter Sophie Dorothea von Hannover, Königin in Preußen (1687–1757),
2. seiner Schwester Luise Ulrike von Preußen, Königin von Schweden (1720–1782), und
3. seiner Nichte Sophie Albertine von Schweden, Prinzessin von Schweden und Äbtissin des Reichsstifts Quedlinburg (1753–1829).

Die ursprünglich eigenständigen Privatbibliotheken Sophie Dorotheas und Luise Ulrikes wurden im Zuge von Erbschaften mit der Privatbibliothek Sophie Albertines zusammengelegt.
Die Adelsbibliothek befand sich bis 2016 in Privatbesitz und war in Stockholm aufgestellt. Die Büchersammlung umfasst 1445 Titel in 4500 Bänden. In ihnen spiegelt sich das Spektrum weiblicher Bildung im europäischen Hochadel der Zeit wider: Vor allem französischsprachige Drucke des 17. bis 19. Jahrhunderts sind enthalten. Zu jeweils etwa 5 % sind Texte in Deutsch oder Schwedisch gedruckt. Neben Schöner Literatur sind inhaltlich die Bereiche Geschichte, hof- und adelsbezogene Biographien, Memoiren, Briefausgaben, Hofkalender und Reiseliteratur, auch Tafelwerke, Graphikmappen und einzelne Manuskripte vertreten. Die Bände besitzen umfangreiche Provenienzspuren, wie Supralibros, Exlibris und Widmungen.
Die Sammlung befindet sich in einem sehr guten Zustand. Die Mehrzahl der Bände wurde von deutschen und schwedischen Hofbuchbindern qualitativ hochwertig gebunden. Einige Bände wurden auf Seide gedruckt. 
Neben Drucken enthält die Sammlung auch einige Handschriften, darunter das der Äbtissin Sophie Albertine gewidmete Drama Die edelmütige Äbtissin. Das bislang ungedruckte Werk der weitgehend unbekannten schwedischen Autorin Emelie M. Pettersson wurde 2021 auf Grundlage des Bibliotheksexemplars ediert.
Die Sammlung wurde 2016/17 von der Staatsbibliothek zu Berlin und der Stiftung Preußische Schlösser und Gärten mit Unterstützung von fünf Stiftungen (Kulturstiftung der Länder, Rudolf-August Oetker-Stiftung, B. H. Breslauer Foundation (New York), Wüstenrot-Stiftung, Stiftung Preußische Seehandlung) und 120 Privatpersonen erworben.
Vom 8. Juli bis zum 5. Oktober 2025 werden erstmals 116 Bände der Bibliothek in Schloss Rheinsberg in einer Sonderausstellung der Öffentlichkeit zugänglich gemacht.